# Ingeborg-Bachmann-Preis 2011
Der Ingeborg-Bachmann-Preis 2011 war der 35. Wettbewerb um den Literaturpreis im Rahmen der Tage der deutschsprachigen Literatur. Die Veranstaltung fand vom 6. bis 10. Juli 2011 im Klagenfurter ORF-Theater des Landesstudios Kärnten statt und wurde von Clarissa Stadler moderiert.

## Autoren

### Erster Lesetag
- Gunther Geltinger: Auszug aus einem Roman (eingeladen von Alain Claude Sulzer)
- Maximilian Steinbeis: Einen Schatz vergraben (eingeladen von Burkhard Spinnen)
- Daniel Wisser: Standby (Romanauszug; eingeladen von Paul Jandl)
- Anna Maria Praßler: Das Andere (eingeladen von Burkhard Spinnen)
- Antonia Baum: Vollkommen leblos, bestenfalls tot (eingeladen von Hubert Winkels)

### Zweiter Lesetag
- Linus Reichlin: Weltgegend (eingeladen von Meike Feßmann)
- Maja Haderlap: Im Kessel (eingeladen von Daniela Strigl)
- Julya Rabinowich: Erdfresserin (Romanauszug; eingeladen von Daniela Strigl)
- Nina Bußmann: Große Ferien (Romanauszug; eingeladen von Paul Jandl)
- Steffen Popp: Spur einer Dorfgeschichte (eingeladen von Meike Feßmann)

### Dritter Lesetag
- Leif Randt: Schimmernder Dunst über Cobycounty (Romanauszug; eingeladen von Alain Claude Sulzer)
- Anne Richter: Geschwister (eingeladen von Hildegard Elisabeth Keller)
- Michel Božiković: Wespe (eingeladen von Hildegard Elisabeth Keller)
- Thomas Klupp: 9to5 Hardcore (eingeladen von Hubert Winkels)

## Juroren
- Meike Feßmann
- Paul Jandl
- Hildegard Elisabeth Keller
- Burkhard Spinnen (Juryvorsitz)
- Daniela Strigl
- Alain Claude Sulzer
- Hubert Winkels

## Preisträger
- Ingeborg-Bachmann-Preis (dotiert mit 25.000 Euro): Maja Haderlap
- Kelag-Preis (dotiert mit 10.000 Euro): Steffen Popp
- 3sat-Preis (7.500 Euro): Nina Bußmann
- Ernst-Willner-Preis (7.000 Euro): Leif Randt
- VILLI-Publikumspreis (dotiert mit 7.000 Euro): Thomas Klupp